# ياسمين الفرحان
ياسمين الفرحان (مواليد 30 يوليو 2005) هي لاعبة كرة قدم سعودية تلعب في مركز الوسط لنادي القادسية في الدوري السعودي الممتاز للسيدات.

## المسيرة الكروية
لعبت الفرحان مع نادي اتحاد النسور عام 2021.
في مارس 2023، تم اختيار الفرحان ضمن أفضل 11 لاعبة من دوري المدارس المعروف باسم (دوري مدارس) للمشاركة في معسكر تدريبي أقيم في برشلونة.
في يناير 2024، وقع نادي القادسية مع الفرحان للمشاركة في الدوري السعودي الممتاز للسيدات 2023–24.